# Kermet
Kermet (angleško cermet, ceramic + metal) je kompozitni material sestavljen iz keramike in kovinskih materialov. Namen je zgraditi material, ki bi imel lastnosti keramike, kot so visoka temperaturna odpornost in trdota in lastnosti kovinskih materialov kot so možnost plastične deformacije. Kovine so po navadi nikelj, molibden in kobalt. Kermeti imajo po navadi manj kot 20% kovine po volumnu.
Kermeti se uporabljajo pri proizvodnji električnih upornikov (posebej potenciometrov), kapacitatorjev in drugih elektronskih komponent, ki so izpostavljeni visoki temperaturi.
Kermeti se uporabljajo namesto tungstenovega karbida na žagah in drugih orodij, ker imajo manjšo obrabo. Bolj napredni in kompleksne materiale se kdaj označuje kot Cermet 2 ali Cermet II.
Nekateri današnji turbinski letalski motorji uporabljajo keramiko v zgorevalno komori. Uporaba kermetov na prvih stopnjah turbine lahko zelo poveča vstopne temperatue in tako poveča sposobnosti iz izkoristek. Nekatere kermete bodo lahko uporabljali na vesoljskih plovilih kot ščit pred mikrometeroidi in orbitalnimi ostanki.